# Майнель, Дитер
Дитер Майнель (нем. Dieter Meinel; род. 28 декабря 1949, Клингенталь, Фогтланд) — восточногерманский лыжник, чемпион мира.

## Карьера
На Олимпийских играх 1976 года в Инсбруке, дважды был 33-м, в гонках на 30 и 50 километров.
На чемпионате мира 1974 года завоевал золотую медаль в эстафетной гонке, кроме того занял 8-е место в гонке на 30 км.